# Reithrodontomys mexicanus
Reithrodontomys mexicanus es una especie de roedor de la familia Cricetidae.

## Distribución geográfica
Se encuentra en  Colombia, Costa Rica, Ecuador, El Salvador, Guatemala, Honduras, México, Nicaragua, y Panamá en una variedad de hábitats en altitudes a partir de  3800 m. 